# Društvo
Društvo se može definirati kao cjelokupnost odnosa ljudi prema prirodi i međusobnih odnosa ljudi.
Odnos ljudi prema prirodi uglavnom je jedinstven. Njegova suština je u kontinuiranom nastojanju ljudi za podčinjavanjem prirode sebi. Odnos među ljudima je mnogo složeniji i obuhvaća sve vrste odnosa od onih manje složenih i manje važnih, do vrlo složenih i najvažnijih. Među njima su i najsloženiji i najbitniji za razumijevanje društva proizvodni odnosi. Pojedinačne, emocionalne i intelektualne veze među ljudima rezultat su njihovih pojedinačnih volja, ali odnosi u koje stupaju živeći u narodu, naselju ili obitelji su nužni s obzirom na objektivnost ovih dijelova društvene stvarnosti.

## Struktura i dinamika društva
S obzirom na to da sociologija proučavajući društvo, proučava i društvene pojave koje u svojoj ukupnosti međusobno povezane ljudsko društvo, to se kao jedan od prvih zadataka sociologije nameće potreba klasifikaciranja i utvrđivanja međusobnih odnosa tih pojavava, odnosno utvrđivanja strukture društva s obzirom na odnose koji postoje između elemenata iz kojih se ona sastoji. Kao i da se utvrdi dinamika društva, s obzirom na karakter promjena elemenata društva koje dovode do njegovog kretanja.
- Društvena struktura sastoji se iz dva osnovna načela: ekonomske osnove i društvene nadgradnje, s tim što se društvena nadgradnja diferencira na društveno-političku organizaciju društva i oblike društvene svijesti.  
  - Ekonomska osnova predstavlja područje društvene proizvodnje materijalnih dobara koja omogućuje društvenu i individualnu egzistenciju čovjeka.
  - Društvenu nadgradnju čine sva ostala područja društvene stvarnosti koja su u konačnici uvjetovana ekonomskom osnovom društva. To su grubo diferencirano društveno-politička organizacija društva (država, pravne institucije, političke organizacije) i društvena svijest koja se sastoji iz pravno-političke nadgradnje i viših oblika svijesti (religija, moral, filozofija, znanost i umjetnost).
- Društvena dinamika proizilazi iz shvaćanja pokretačkih snaga razvoja ljudskog društva kao sastavnog dijela shvaćanja društva uopće. Te su snage sadržane u razvoju proizvodnje, odnosno u razvoju njenih materijalnih snaga, koje dovode do nužne, odgovarajuće promjene u proizvodnim odnosima, a i jedni i drugi zajedno dovode do daljnjih promjena u svim ostalim područjima društvene stvarnosti, odnosno društvene nadgradnje.

## Društvena osnova
- Društvena osnova ima ekonomsko obilježje i sastoji se iz proizvodnih snaga i proizvodnih odnosa, koji se zajedničkim imenom zovu način proizvodnje
U širem smislu, društvena osnova obuhvaća i proizvodnju ljudi, zemljopisne čimbenike i ostatke prethodnog načina proizvodnje.
- Proizvodne snage čine sredstva za rad i čovjek sa svojim sposobnostima.
- Proizvodni odnosi su odnosi u koje ljudi stupaju u procesu proizvodnje.

## Oblici društvenog života
- Horda je nastariji i najnerazvijeniji oblik društvenog života. Ona je nastala na nižem stupnju divljaštva i traje do njegovog sljedećeg stupnja. Formirala se iz čopora u kojemu su živjele čovjekolike životinje i predstavlja početak društvenog života. Horda je predstavljala i biološku i ekonomsku zajednicu jer je čovjek sve svoje potrebe realizirao u njoj. Horda se sastojala od 10-20 članova koji su živjeli na zajedničkom teritoriju, stalno se krećući u potrazi za hranom.
- Rod je viši oblik organiziranja društvenog života. Osobitost roda je da se prvi put iz spolnih odnosa isključuju roditelji i djeca i formira se bračna zajednica po generacijama. Kasnije će se iz spolnih odnosa isključiti i rođena braća i sestre. U rodovima se vrši podjela rada. Neki se rodovi bave poljodjelstvom, neki stočarstvom, zanatstvom. Veliki rodovi se i cijepaju, ali zadržavaju veze s ostalim novim rodovima, pa se na taj način oblikuju bratstva
- Pleme čini veći broj rodova koji su nastali iz jednog zajedničkog roda. To je dakle zajednica koja se temelji na krvnom srodstvu, ali i na zajedničkom teritoriju. Pleme objedinjuje izvjesne funkcije rodova, u početku samo vezane za ratovanje, a kasnije sve više. Kasnije se javljaju i savezi plemena.
- Narod je prvi oblik organiziranja koji nije temeljen na krvnom srodstvu, već samo na teritorijalnoj povezanosti. Do spajanja plemena u okviru državne zajednice dolazi zbog pojave privatnog vlasništva i prvih manifestacija izdiferenciranosti društva na klase. Klasna podjela je zahtijevala organizaciju za zaštitu interesa klase koja je bila nositelj sredstava za proizvodnju. Ta organizacija je bila država, a stanovnici koji su na njenom teritoriju živjeli bili su prije svega podijeljeni na klase.
- Nacija nastaje kao rezultat velikih ekonomskih, političkih i kulturnih promjena koje sa sobom donosi kapitalistički način proizvodnje, buržoasko društvo.
- Klase su velike društvene grupe koje se nalaze u međusobnom odnosu eksploatacije.
- Kaste su zatvorene društvene grupe, formirane na religioznoj osnovi, nastale i nestale u robovlasničkom društvu.
- Staleži su velike društvene grupe koje se formiraju na pravnim osnovama, nastale i nestale u feudalnom društvu.
- Država je nastala kao rezultat potrebe za zaštitom opstanka društva i njenih članova, koji su bili ugroženi klasnim sukobom kada je izbio između prve dvije antagonistički međusobno suprotstavljene klase. Prema organizaciji vlasti država se dijeli po  
  - Obliku vladavine na monarhije i republike.
  - Kriteriju političkog režima na autokracije i demokracije
  - Kriteriju državnog uređenja na jednostavne i složene države, pri čemu složene države mogu biti federacije i konfederacije.
- Političke stranke su organizacije suvremenog društva koje imaju za cilj osvajanje i održavanje državne vlasti. Dijele se na  
  - Građanske stranke koje teže da zaštite interese buržoazije i dijele se na konzervativne i liberalne.
  - Radničke stranke se dijele na socijalističke i komunističke.
- Obitelj je jedan od najstarijih oblika u kojima ljudi organizuju svoj život. Ona ima biološku, psihološku i ekonomsku funkciju. Biološka dimenzija obitelji odnosi se na ostvarenje spolnih veza i rađanja, odnosno proizvodnju ljudi. Psihološka dimenzija odnosi se na obrazovanje djece i na formiranje i izražavanje osjećaja između članova obitelji &#151; prije svega roditelja i djece, ali i muža i žene. Ekonomska dimenzija odnosi se na činjenicu da se u njenom okviru odvija organizacija i podjela rada. Obitelji su se razvijale sljedećim tokom:  
  - bračna zajednica po generacijama (obitelj krvnog srodstva)
  - punalna (isključeni rođeni braća i sestre)
  - sindijazmička (brak između jednog muškarca i jedne žene)
  - monogamna (teško raskidiva)

## Elementi pravno-političke strukture društva
- Pravo predstavlja skup društvenih pravila koje je donela država s ciljem da se njima, uz pomoć monopola fizičke sile, zaštiti klasni interes vladajuće klase.
- Politika je usmjeravanje društva putem donošenja i izvršavanja odluka koje vrijede za društvo kao cjelinu. Ona se sastoji od tri elementa:
  - politička ideologija
  - političke organizacije
  - politička djelatnost

## Društvena svijest
- Religija je sustav ideja i skup osjećaja koji bit svijeta objašnjavaju natprirodnim, iracionalnim. U svom razvoju religijska svijest prolazi kroz tri faze &#151; animizam, politeizam i monoteizam. Razvojem ljudskog društva Bog prestaje biti biće, već se javlja kao ideja (deizam). U suvremenom svetu prisutna je i nova vrsta religijske svijeste, panteizam, koja nastoji pomiriti religiju i znanost. Religija kao kolektivna svijest opisuje se kao sustav vjerovanja i običaja vezanih uz zabranjene i izdvojene stvari nazvane svetima. Svi koji prihvaćaju taj sustav vjerovanja i običaja vezani su moralnu zajednicu zvanu crkva.
- Moral je oblik društvene svijesti koji predstavlja sustav pravila ili normi temeljenih na shvaćanju dobra i zla, koje reguliraju odnose čovjeka prema društvu, drugim ljudima i sebi samom, na taj način što ih se ljudi pridržavaju bez obzira na sankcije.
- Filozofija predstavlja oblik društvene svijesti koji nastoji izraziti zakonitosti koje postoje u prirodi, društvu i mišljenju. Predmet kojim se bavi je dakle ukupna objektivna stvarnost, svijet u cjelini i u tom smislu ona daje opći, univerzalni pogled na svijet, predstavlja opći oblik svijesti.
- Znanost je oblik društvene svijesti koji predstavlja sustav znanja o zakonitostima koje se odnose na prirodu, društvo i ljudsko mišljenje. Istovremeno, znanost je i proces stjecanja novih znanstvenih spoznaja.
- Umjetnost je oblik društvene svijesti kroz koji umjetnik u određenom vremenu izražava svoj odnos prema objektima i stvarnosti (prirodi u užem smislu) kroz različita estetska područja uz pomoć različitih simbola, a obraćajući se osjetilima.

## Društvena dinamika
- Pojam društvene dinamike ili kretanje društva
Mogu se uočiti dva pojma kretanja &#151; širi i uži:  
  - Širi pojam kretanja društva podrazumijeva svako kretanje u društvu, svaku promjenu.
  - Uži pojam kretanja društva obuhvaća samo promjene koje bitno mijenjaju društvo ili neki njegov dio, odnosno donose kvalitetu koji do tada nije postojao.
- Pojam socijalne revolucije
Svako kretanje društva koje se odvija postupno, sporo i ne donosi velike, bitne promjene, nazuva se evolucija. S druge strane, revolucija mijenja društvo u cjelini vrlo brzo. Revolucija ima užu fazu (trenutak smjene vlasti) i širu fazu (niz promjena koje su nužne za uspostavu novog tipa društva).
- Društveno-ekonomska formacija predstavlja tipičan i relativno trajan sustav odnosa u društvu, formiran oko osnovnog proizvodnog odnosa, kao najbitnijeg odnosa u društvu, izraženog u vlasništvu nad sredstvima za proizvodnju. Kretanje, odnosno razvoj društva, putem revolucionarnih promjena odvijao se kroz pet povijesnih tipova društveno-ekonomskih formacija:
  - Prvobitna zajednica
  - Robovlasničko društvo
  - Feudalno društvo
  - Kapitalističko društvo koje sadrži nekoliko faza:
    - Liberalni kapitalizam poslije industrijske revolucije.
    - Monopolistički kapitalizam (kartel, trust, koncern, sindikat)
    - Državni ili suvremeni kapitalizam (politika investiranja, cijena, carina, fiskalne mjere, ... ) &#151; nastaje državno vlasništvo.

  - Socijalističko društvo

## Suvremeno društvo
Suvremeno društvo se s vremenom pomalo socijalizira. U zemljama suvremenog razvijenog kapitalizma teče razvoj proizvodnih snaga, sredstava za proizvodnju itd. Javlja se novi sloj ljudi &#151; birokracija, i još jedan novi sloj &#151; tehnokracija. U nerazvijenim zemljama se uglavnom javljaju pro-komunistički militaristički režimi, pa te zemlje i dalje ostaju nerazvijene. Socijalističke zemlje su uglavnom propale i prešle u parlamentarne demokracije i tržišno gospodarstvo.

### Neka obilježja suvremenog društva
- Povezivanje čovječanstva događa se zahvaljujući jako brzom razvoju znanosti i tehnologije, a prvenstveno elektrotehničke i računalne.
- Smanjenje razlika među ljudima je logičan rezultat povezivanja čovječanstva.
- Znanstveno-tehnološka revolucija je sve ovo omogućila.
- Masovna kultura je jedno od ključnih oblježja suvremenog društva i predmet velike znanstvene pažnje. Ona nastaje povezivanjem čovječanstva.
- Kič tj. antivrijednost, "umjetničko smeće". Prema Abrahamu Molu postoji pet načela za identifikaciju i klasifikaciju kiča:  
  - načelo neadekvatnosti
  - načelo kumulacije
  - načelo sinestezije
  - načelo osrednjosti
  - načelo udobnosti

- Ekološki problemi suvremenog društva javljaju se zbog brzog razvoja industrije bez kontrole zagađivanja okoline.